# Il y a longtemps que je t'aime (pièce de théâtre)
Pour les articles homonymes, voir Il y a longtemps que je t'aime.
Il y a longtemps que je t'aime est une pièce de théâtre de Jacques Deval parue en 1955.

## Le sujet
Sixte, quartier-maître de la marine marchande, rencontre, dans une boutique de brocanteur de La Rochelle, Clarisse, une jeune fille en partance, le lendemain, pour l'Afrique, alors que, le même jour, lui aussi appareillera, mais pour les Antilles.
Avant leur rencontre, pendant leur rencontre, de menus événements, insignifiants et disparates s'ordonnent vers l'éclosion de leur aventure ; une aventure dont Sixte et Clarisse eux-mêmes ne connaîtront jamais le mystère tout entier.

## Interprétations
- 1956 : Dora Doll et Jean-Pierre Aumont
- 1971 : mise en scène : Raymond Gérôme, avec Claude Jade et Jean Barney, réalisation Georges Folgoas (aussi pour Au théâtre ce soir diffusé en 1974).